# Kyrösjärvi
Le lac Kyrösjärvi (finnois : Kyrösjärvi) est un grand lac situé à Hämeenkyrö, Ikaalinen et Ylöjärvi en Finlande,.

## Présentation
Le lac a une superficie de 96 kilomètres carrés et une altitude de 83,2 mètres.